# Astracantha adscendens
Astracantha adscendens  (лат.) — вид кустарничков рода астраканта семейства Бобовые (Fabaceae). 
Ранее вид относили к обширному роду астрагал (Astragalus) в связи с чем во многих источниках именуется Астрагал восходящий (Astragalus adscendens). 
Некоторые источники не признают данный вид и считают его синонимом Astragalus brachycalyx.

## Таксономия
Astracantha adscendens (Boiss. & Hausskn.) Podlech, Mitteilungen der Botanischen Staatssammlung München 19: 4. 1983.
Синонимы
- Astragalus adscendens Boiss. & Hausskn. basionym — Астрагал восходящий
- Astragalus turrillii Eig

## Описание
Произрастает на территории Ирана и Ирака. 
Многолетие растения высотой около 20 см с прямым ветвистым стеблем. Листья перистые с мелкими колючими прилистниками овальной формы. Цветки мелкие.
Издавна служили источником камеди трагакант (Gummi Tragacanthae), так же шли на корм животных.